# 微亡率
微亡率 （英语：Micromort，来自微和死亡率的结合）是一个风险单位，定义为百万分之一的死亡概率。   微亡率可用于衡量各种日常活动的风险。微概率是某些事件发生的概率为百万分之一；因此，微死亡是死亡的微概率。 微亡率概念是由罗纳德·霍华德引入的，他开创了现代决策分析实践。 
微亡率对未来活动的评估只能是粗略的评估，因为特定情况总是会产生影响。但是，过去的历史事件率是可用于提供棒球场平均数字的。

## 例子

### 基线
| 死亡原因                 | 背景           | 时间段  | 死亡数量  | 人口数量    | 每单位曝光的微亡率    | 参考                                       |
| ------------------------ | -------------- | ------- | --------- | ----------- | --------------------- | ------------------------------------------ |
| 所有原因                 | 英格兰和威尔士 | 2012年  | 499,331   | 56,567,000  | 每天 24 个 每年 8,800 | ONS 死亡人数表 5。                         |
| 所有原因                 | 加拿大         | 2011年  | 242,074   | 33,476,688  | 每天 20 个 每年 7,200 | 加拿大统计局                               |
| 所有原因                 | 美国           | 2010年  | 2,468,435 | 308,500,000 | 每天 22 个 每年 8,000 | CDC 死亡人数表 18。                        |
| 非自然原因               | 英格兰和威尔士 | 2012年  | 17,462    | 56,567,000  | 每天 0.8 每年300      | ONS 死亡人数表 5.19。                      |
| 非自然原因               | 美国           | 2010年  | 180,000   | 308,500,000 | 每天 1.6 个 每年 580  | CDC 死亡人数表 18                          |
| 非自然原因（不包括自杀） | 英格兰和威尔士 | 2012年  | 12,955    | 56,567,000  | 每天 0.6 每年 230     | ONS 自杀                                   |
| 非自然原因（不包括自杀） | 美国           | 2010年  | 142,000   | 308,500,000 | 每天 1.3 个 每年 460  | CDC 死亡人数表 18。                        |
| 所有原因——生命的第一天   | 英格兰和威尔士 | 2007年  |           |             | 430 每生命的第一天    | 沃克，2014                                 |
| 所有原因——生命的第一年   | 美国           | 2013年  |           |             | 每天 16.7 每年 6100   | CDC 生命表 Blastland & Spiegelhalter, 2014 |
| 谋杀/凶杀                | 英格兰和威尔士 | 2012/13 | 551       | 56,567,000  | 每年 10 个            | ONS 犯罪                                   |
| 凶杀                     | 加拿大         | 2011年  | 527       | 33,476,688  | 每年 15 个            | 加拿大统计局                               |
| 谋杀和非过失杀人         | 美国           | 2012年  | 14,173    | 292,000,000 | 每年 48 次            | 联邦调查局表 16                            |

### 休闲和运动
| 死亡原因 | 背景                  | 时间段       | 死亡人数 | 曝光次数                           | 每单位曝光的微摩尔数                 | 参考                                                                                 |
| -------- | --------------------- | ------------ | -------- | ---------------------------------- | ------------------------------------ | ------------------------------------------------------------------------------------ |
| 水肺潜水 | 英国：BSAC 成员       | 1998-2009 年 | 75       | 14,000,000 次潜水                  | 每次潜水 5                           | BSAC                                                                                 |
| 水肺潜水 | 英国：非 BSAC         | 1998-2009 年 | 122      | 12,000,000 次潜水                  | 每次潜水 10                          | BSAC                                                                                 |
| 水肺潜水 | 美国 – DAN 的受保成员 | 2000-2006 年 | 187      | 1,131,367 名会员                   | 作为 DAN 的成员，每年 164 每次潜水 5 | DAN p75                                                                              |
| 滑翔伞   | 土耳其                | 2004-2011年  | 18       | 242,355 次跳跃                     | 每次跳跃 74                          | 坎贝克 2015                                                                          |
| 滑雪     | 美国                  | 2008/9       | 39       | 57,000,000 天滑雪                  | 每天 0.7                             | Ski-injury.com                                                                       |
| 跳伞     | 美国                  | 2000-2016 年 | 413      | 48,600,000 次跳跃                  | 每次跳跃 8                           | USPA                                                                                 |
| 跳伞     | 英国                  | 1994-2013 年 | 41       | 4,864,268 次跳跃                   | 每次跳跃 8                           | BPA                                                                                  |
| 跑马拉松 | 美国                  | 1975-2004 年 | 26       | 3,300,000 次运行                   | 每次跑步 7                           | Kipps C 2011（引用的文章不支持声称的微型死亡数量，并且不包含可以计算死亡风险的数据） |
| 定点跳伞 | 挪威谢拉格地块        | 1995–2005    | 9        | 20,850 次跳跃                      | 每次跳跃 430                         | 索雷德 2007                                                                          |
| 登山     | 登上马特宏峰          | 1981-2011 年 | 213      | 大约 75,000 次攀登 （每年约 2500） | 每次攀登尝试 2,840                   | 巴赫曼 2012                                                                          |
| 登山     | 登上珠穆朗玛峰        | 1922–2012    | 223      | 5,656 次成功登顶                   | 每成功登顶 37,932                    | 美国宇航局 2013                                                                      |

### 旅行
会将死亡风险增加大约一微亡率的活动及其相关死因：
- 骑摩托车行驶 6 英里（9.7 公里）（事故） [24]
- 步行 17 英里（27 公里）（事故） [25]
- 骑自行车行驶 10 英里（16 公里） [26]或 20 英里（32 km) [25]（事故）
- 乘汽车行驶 230 英里（370 公里）（事故） [24] （或 250 英里） [25]
- 乘飞机飞行 1,000 英里（1,600 公里）（事故） [26]
- 乘火车行驶 6,000 英里（9,656 公里）（事故） [24]

- 在美国乘坐喷气式飞机飞行 12,000 英里（19,000 公里）（恐怖主义） [27]

### 其他
按每项活动计算，其他活动的死亡风险增加：
- 悬挂式滑翔– 每次 8 微亡率[24]
- 摇头丸(MDMA) – 每片 0.5 微亡率，如果使用其他药物，则增加到 13 [28] [29]
- 分娩（阴道） – 120 微亡率 [30]
- 分娩（剖腹产）– 170 微亡率[30]

## 微亡率的价值

### 支付意愿
微亡率的一个应用是衡量人类对风险的重视。例如，一个人可以考虑他们愿意为避免百万分之一的死亡概率支付的金额（或者相反，他们愿意支付多少钱来接受百万分之一的死亡概率）。这种情况下，人们声称数字很高。然而，考虑到他们的日常行为（例如，他们愿意为汽车的安全功能支付多少钱），一辆微型汽车的典型价值约为 50 美元（2009 年）。  这并不是说 50 美元的估价应该理解为一个人的生命（100 万微摩尔）的价值为 50,000,000 美元。相反，人们在达到一定程度之后就不太愿意花钱来增加他们的安全。这意味着在面对小风险，而不是肯定是大风险时，使用微亡率来分析风险会更有用。 

### 统计生命价值
政府机构使用名义上的统计生命价值 (VSL) - 或防止死亡的价值(VPF) - 来评估保障措施支出的成本效益。例如，在英国，用于道路改善的 VSL 为 160 万英镑。 由于道路改善可以少量降低大量人群的风险，因此英国交通部基本上将减少 1 微亡率的价格定价为 1.60 英镑。美国交通部使用 620 万美元的 VSL，将1微亡率定价为 6.20 美元。 

## 慢性风险
微亡率最适合用来衡量急性风险的大小，也就是会立即死亡的。来自于生活方式、接触空气污染等方面的风险属于慢性风险，因为它们不会导致立即死亡，但会减少预期寿命。罗纳德·霍华德在他 1979 年的原始工作中包括了这样的风险， 例如，额外的一个微亡率可以来自于：
- 喝 0.5 升酒（肝硬化） [26]
- 在 2020 年 5 月，COVID-19大流行期间住在纽约市- 每天 50微亡率[35]
- 抽 1.4 支香烟（癌症、心脏病） [26]
- 在煤矿中度过 1 小时（黑肺病） [26]
- 在煤矿中度过 3 小时（事故） [26]
- 1979 年在纽约或波士顿住 2 天（空气污染） [26]
- 与吸烟者一起生活 2 个月（癌症、心脏病） [26]
- 喝迈阿密的水 1 年（氯仿致癌） [26]
- 吃 100 块炭烤牛排（苯并芘致癌） [26]
- 乘飞机飞行 6000 英里（10,000 公里）（由于背景辐射增加而导致癌症） [36]

这类风险使用微生命的相关概念来表达更好。

## 更多阅读
- Ronald A. Howard. . Management Science. 1984, 30 (4): 407–422. doi:10.1287/mnsc.30.4.407.
- Center for the Study. . （原始内容存档于15 April 2013）.